# Arkadiusz Mysona
Arkadiusz Mysona (ur. 11 maja 1981 w Szczecinie) – polski piłkarz występujący na pozycji pomocnika.
Arkadiusz Mysona jest wychowankiem Pogoni Szczecin. W barwach „Granatowo-bordowych” zadebiutował I lidze w wyjazdowym meczu ze Śląskiem Wrocław, 20 października 2001 (4-0).
W sezonie 2002/2003 grał w klubie Zorza Dobrzany, zaś w latach 2003–2008 był piłkarzem ŁKS-u Łódź, w którego barwach rozegrał łącznie 135 meczów. W lipcu 2008 roku podpisał kontrakt z ówczesnym beniaminkiem Ekstraklasy – Lechią Gdańsk. W sezonie jesień 2010 został wypożyczony do Polonii Bytom, gdzie grał całą rundę, ale z przyczyn finansowych klub ze Śląska nie był w stanie wykupić go i powrócił do Gdańska. W przerwie w sezonie 2010–2011 zainteresował się nim klub z okolic Tarnowa, Termalica Bruk-Bet Nieciecza, z którym podpisał 1,5 roczny kontrakt. Piłkarz doznał kontuzji w meczu z Dolcanem Ząbki w sezonie 2010/2011 i pauzował całą rundę jesienną. Po jej wyleczeniu klub z Niecieczy nie chciał dalej współpracować z zawodnikiem, który powrócił do dawnej kondycji. W lipcu 2012 roku podpisał roczny kontrakt z Wisłą Płock. W styczniu 2014 roku podpisał kontrakt z Chojniczanką Chojnice. W lipcu 2014 ponownie został piłkarzem Łódzkiego Klubu Sportowego.